# Stenalia oligocenica
Stenalia oligocenica là một loài bọ cánh cứng trong họ Mordellidae. Loài này được Nel miêu tả khoa học năm 1985.